# D.A.N.K
D.A.N.K.（ダンク、Daisuke Asakura New Kids）は、日本のダンスユニット。音楽プロデューサーは浅倉大介。初ステージは2000年8月から9月にかけて行われた浅倉大介プロデュースのアーティストによるライブイベント「DA's Party βversion '00 Summer」。以後、ライブ活動や浅倉がプロデュースするアーティストのバックダンサーとして活動。オリジナル曲も制作されたがD.A.N.KとしてのCDリリースはされていない（後に「Le Petit Prince」は浅倉大介にセルフカバーされ、アルバム『Yellow Vector-黄の多次限指向性-』に収録されている）。メンバーのうち上山竜司、永田彬、宮下雄也、米原幸佑は2001年にRUN&GUNとしてデビューした。

## メンバー
- 阿部卓矢
- 伊藤勇太
- 今林和博
- 梅田貴大
- 桂勝也
- 上山竜司
- 佐々木真央
- 遠山佑輝
- 永田彬
- 宮下雄也
- 吉沢俊
- 米原幸佑